# Чоботар американський
Чоботар американський (Recurvirostra americana) — вид сивкоподібних птахів родини чоботарових (Recurvirostridae).

## Поширення
Вид поширений в Північній Америці. Гніздиться на заході та середньому заході США, на півдні Канади, на північному заході Мексики. Птахи зимують в центральній Мексиці, Гватемалі, Гондурасі, Сальвадорі та Нікарагуа, на південному сході США від Флориди до Північної Кароліни, на Багамах, Кубі, Ямайці, Малих Антильських островах.

## Опис
Птах завдовжки 41-51 см, розмах крил до 68 см, вагою 215—476 г. Голова, шия та груди коричнево-помаранчевого кольору. Черево рожеве, ближче до хвоста стає білим. Крила, спина, хвіст чорні з широкою білою смугою на крилах. Довгий чорний дзьоб сильно загнутий вгору, але його розміри, як правило, менші, ніж у звичайного чоботара.

## Спосіб життя
Мешкає на болотах, неглибоких водоймах, вологих луках. Живиться рибою, земноводними, ракоподібними, комахами, молюсками, хробаками тощо. Сезон розмноження триває з вересня по січень. Гніздиться невеликими колоніями поблизу неглибоких водойм. Гнізда — це неглибокі ямки у землі, вистелені камінням, гілочками та травою. У кладці 3-5 яєць. Насиджують обидва батьки по черзі. Інкубація триває 22-26 днів. Незабаром після вилуплення молодь з батьками залишає гніздо. Пташенята вчаться літати через 4 тижні, але залишаються з батьками ще кілька місяців.